# 广东科学技术职业学院
广东科学技术职业学院（简称省科干学院、科干、广科、广科院）成立于1985年，前身是广东省科技干部进修学院。2003年更改现名至今，同年正式改制为普通高等学校，并保留了承担科技干部培训的重要功能，形成了高等教育和干部培训的办学特色。现时设广州和珠海两个校区。

## 院系设置
- 大数据与人工智能学院（原计算机学院）
- 计算机工程技术学院（原计算机学院）
- 商学院（原经济管理学院 ）
- 外旅外贸学院（原外国语学院）
- 人文社科学院
- 机电学院
- 建筑工程学院
- 继续教育学院
- 艺术设计学院
- 财金学院
- 思政部
- 体育系